# Gmina Bale
Bale (wł. Valle) – gmina w Chorwacji, w żupanii istryjskiej. W 2011 roku liczyła 1127 mieszkańców.

## Miejscowości
Miejscowości wchodzące w skład gminy Bale:
- Bale (Valle)
- Golaš
- Krmed